# (1072) Malva
(1072) Malva est un astéroïde de la ceinture principale découvert par Karl Reinmuth le 4 octobre 1926 à Heidelberg. Sa désignation provisoire est 1926 TA. Il tire son nom du genre de plantes à fleurs les mauves.

## Orbite
Malva tourne autour du Soleil à une distance comprise entre 2,4 et presque 4 unités astronomiques sur une orbite faiblement inclinée (8°) mais relativement excentrique (0,24), d'une période d'un peu plus de cinq ans et demi. 
Sa distance minimale d'intersection de l'orbite terrestre est de 1,409690 ua.

## Caractéristiques physiques
Il a une magnitude absolue de 10,7.